# Nicolas Boquillon
Pour les articles homonymes, voir Boquillon.
Nicolas Boquillon, né le 1er avril 1795 à Rethel (Ardennes) et mort le 10 octobre 1867 à Aix-en-Provence,, est un journaliste, biographe, littérateur et vulgarisateur français.

## Biographie
Nicolas Boquillon est né à Rethel le 1er avril 1795. Il y fit ses études.
En 1816, il fut chargé de la rédaction du « Journal de la Meurthe » à Nancy ; il abandonna ce travail en 1819 par désaccord sur la ligne politique éditoriale. Il créa à Metz « L'Abeille de la Moselle », journal de l'opposition constitutionnelle qui obtint beaucoup de succès. Il y publia notamment des passages de la brochure de Jacques Koechlin, consacrée à l'arrestation d'Augustin Joseph Caron. Il fut alors la cible des juges stipendiés de Charles-Philippe Capet, qui le condamnèrent à quarante jours de prison en 1822.

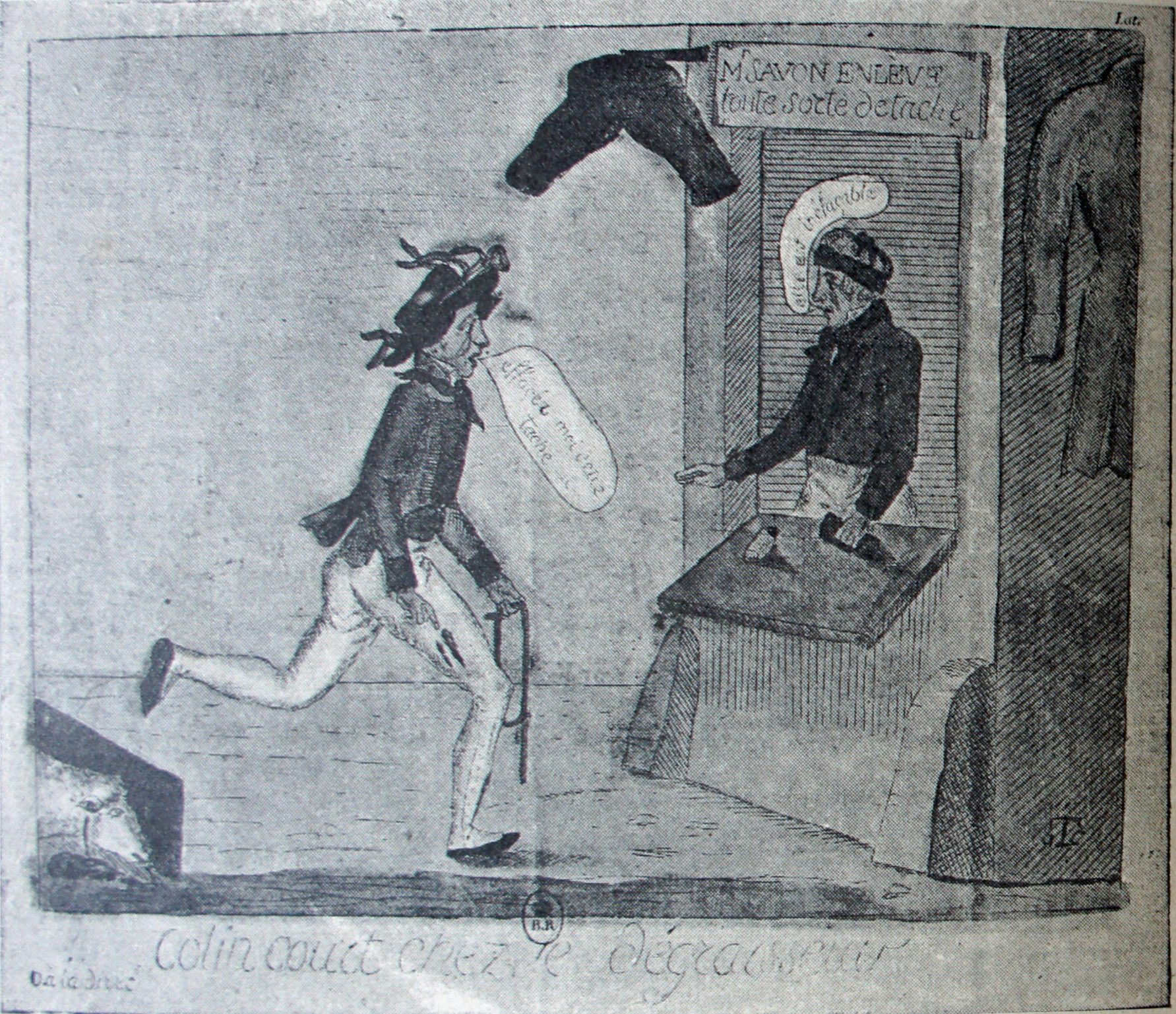
Colin court chez le dégraisseur : «effacéz moi cette tache» et se voit répondre «elle est inéfaçable». Image caustique moquant la volonté de Caulaincourt de laver son honneur dans l'affaire du duc d'Enghien.

Il renonça à la rédaction de cette feuille et se rendit à Paris en 1823. Dans la capitale, la controverse faisait rage entre le Duc de Rovigo, un autre ardennais, et les monarchistes, à la suite de la publication par le Duc de Rovigo de ses Mémoires pour servir à l'histoire de l'empereur Napoléon. Méhée de La Touche répondit en publiant ses Extraits des mémoires sur la révolution française. Antoine Maquart diffusa sa Réfutation de l'écrit de M. le duc de Rovigo. Le comte Hulin prit sa plume pour écrire ses Explications offertes aux hommes impartiaux au sujet de la commission militaire instituée en l'an XII pour juger le Duc d'Enghien. Chacun donnait sa version de son rôle et de ses responsabilités sur quelques épisodes de la Révolution française et du Consulat, en particulier sur l'enlèvement et l'assassinat du duc d'Enghien dans les fossés du château de  Vincennes en 1804. Les pamphlets se multipliaient sur l'affaire du duc d'Enghien, ravivant les souvenirs. Des personnalités telles que le marquis de Caulaincourt, Duc de Vicence, tentaient de se justifier. Dans ce contexte passionné, Nicolas Boquillon publia son ouvrage C'est lui! Ce n'est pas lui! Hé! mais qui donc? ou Le Lavabo politique,. 
Nicolas Boquillon travailla ensuite au « Constitutionnel des Dames » puis au « Pilote » jusqu'à la vente de ce dernier au ministère ; il refusa de coopérer à la nouvelle rédaction. Plus tard il fut encore un des collaborateurs du « Nain », puis du « Journal du Commerce ».
Selon J.-B. Boulliot, l’Encyclopédie populaire, ou, Les sciences, les arts et les métiers, mis à la portée de toutes les classes, des éditions Audot à Paris, lui doit sa création.

## Ses œuvres
- Notice sur l'usage des chambres obscures et des chambres claires, contenant la description et l'emploi des meilleurs appareils de ce genre, des modifications dont ils ont été l'objet, ainsi que les Mémoires publiés à ce sujet par le docteur Wolaston et le professeur Amici : documens utiles à tous ceux qui s'occupent du dessin d'après nature, Paris : 1819, in-8°, avec 4 planches[7].
- Défense personnelle du rédacteur de « L'Abeille de la Moselle », devant le tribunal de police correctionnelle de Metz, à son audience du 25 septembre 1822, Metz : Husson frères, 1822.
- C'est lui! Ce n'est pas lui! Hé! mais qui donc? ou, Le Lavabo politique,  Paris: Ponthieu, 1823, 16 p.
- Un jésuite par jour, Paris : Plassan, 1825, in-18°, 170 p.
- Dictionnaire biographique des personnages illustres, célèbres ou fameux, de tous les siècles et de tous les pays, 3 vol., Paris : Raymond (Volumes 97 à 99 de Bibliothèque du dix-neuvième siècle), 1825 — en ligne : tome 3 (N-Z).
- Traité d'hydrostatique, ou, De l'équilibre des liquides, Paris : Audot (collection : Encyclopédie populaire, ou, Les sciences, les arts et les métiers, mis à la portée de toutes les classes), 1828, 113 p.
- Dictionnaire des inventions et découvertes, depuis le commencement du monde jusqu'à nos jours, Paris : Audin, 1826  & Paris : Librairie de Maison, 1843 .
- Bibliothèque des livres utiles, Paris : Librairie de Maison, 1843, 392 p.
- Études sur les horloges à pendule de Galilée et de Huyghens, impr. de P.-A. Bourdier, 1861, 36 p.

### Traductions

#### Traductions de l'anglais
- Discours sur le but, les avantages et les plaisirs de la science; servant d'introduction à l'Encyclopédie populaire, par Henry Peter Brougham and Vaux, Paris : Audot, (3e éd) , 1828 .
- Traité de mécanique pratique, 3e partie : Des frottements et de la rigidité des cordages, Paris : Audot , 1828
- Traité de mécanique pratique, 4e partie : Mécanique animale, Paris : Audot , 1828 .
- Traité de pneumatique ou des propriétés physiques de l'air et des gaz, Paris : Audot , 1828 .

#### Traductions de l'italien
- Véritable Consolation des affligés, par Alexandre Mattei, cardinal-évêque d'Ostie, Rethel : Guivard, 1812, in-12°, 67 p. [8]. Le cardinal Mattei était alors exilé à Rethel.